# Pluma de insulina

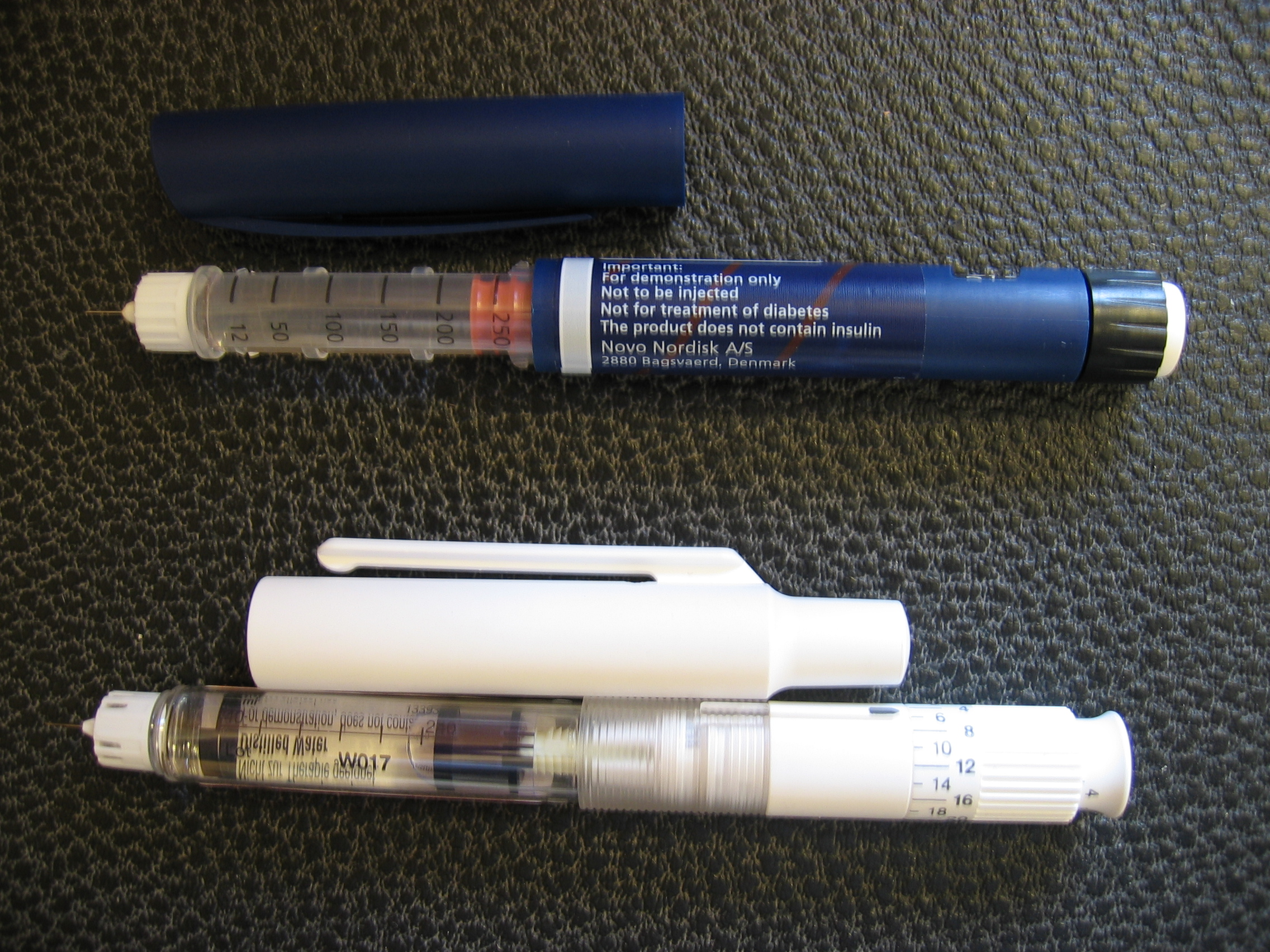
Plumas de insulina

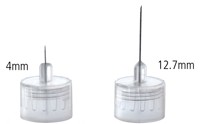
Dos agujas, de diferente longitud, diseñadas especialmente para una pluma de insulina.

La pluma de insulina es un dispositivo concebido para efectuar fácilmente la auto-administración  de insulina ; su apariencia recuerda la de un bolígrafo común y corriente.
La pluma de insulina consta de un cartucho (integrado o comprado por separado) y de un dial para medir la dosis, la cual se administra mediante una aguja diseñada específicamente para tal fin.
La pluma de insulina fue introducida al mercado bajo la marca Novopen por la empresa danesa Novo Nordisk en el año 1985.
En la actualidad es el medio más común para la administración de insulina en los países desarrollados, pues hay presentaciones en este formato de todos los tipos de insulina; rápida, intermedia, mezcla, larga y ultra larga. 
Los principales fabricantes de insulina comercializan cada uno sus fármacos con sus dispositivos propios:  Novo Nordisk fabrica "Flexpen", "Innolet" y "Flextouch", Elli Lilly fabrica "KwikPen" y Novartis distribuye sus insulinas en el formato "Solostar".
Las agujas sí son comunes a todas las plumas sean de la marca que sean.
La unidad de insulina (UI) se define como la cantidad necesaria para disminuir la glucemia en ayunas de un conejo de 2 kilos, desde 120 hasta 45 mg/dl.  Se ha visto que corresponde a la 22ª parte de un mg del producto cristalino puro adoptado como norma. O sea: 45, 4545 (periodo) microgramos

## Global Patient Uptake
Las plumas de insulina son utilizados por el 95% de los pacientes tratados con insulina en Europa, Asia, Australia y Escandinavia con excelentes resultados. En Estados Unidos, su uso no está tan extendido, pero con el tiempo se ha ampliado.[cita requerida]
Las plumas de insulina ofrecen varias ventajas significativas sobre las jeringas de insulina: facilidad de manejo, precisión, y son más discretas de usar y más fáciles de transportar.[cita requerida]